# Nacionalismo Manchu

Bandeira de Manchukuo, o estado primariamente associado ao Nacionalismo Manchu

Nacionalismo Manchu ou Nacionalismo Manchuriano refere-se ao nacionalismo étnico do povo Manchu ou ao nacionalismo territorial dos habitantes da Manchúria, independentemente da origem étnica.

## Visão geral
Enquanto governava a China propriamente dita, a dinastia Qing liderada pelos manchus havia promovido uma identidade "manchufista" comum entre os membros dos Oito Bandeiras, suas principais forças militares. Os manchus estavam, portanto, fortemente associados ao sistema dos bandeiras, embora houvesse também vassalos mongóis e chineses han. A identidade da bandeira ainda não era racial ou nacional, mas ainda dividia fortemente o povo da Bandeira Manchu dos civis chineses Han do Império Qing. Essa divisão cresceu com a queda da dinastia Qing em 1912 e a fundação da República da China. Depois disso, a identidade étnica cresceu muito em importância, e o povo da Bandeira teve que decidir se deveria se identificar como Manchu, Chinês Han ou Mongol. Muitos de origem étnica mongol ou chinesa Han optaram por ser classificados como Manchu, especialmente no norte da China, e os descendentes dos Bannermen foram geralmente chamados de Manzu ("grupo étnico Manchu") a partir de então.
Como apoiadores da antiga dinastia Qing, o povo Bandeira (ou grupos associados aos Manchus) foi destituído de poder e discriminado na nova República. Muitos nobres Qing começaram a conspirar contra as novas autoridades, e a ideia de um nacionalismo manchu cresceu em importância devido a este desenvolvimento. Uma das primeiras tentativas de criar um governo Manchu foi por Shanqi, o Príncipe Su, que tentou criar um estado separatista na Mongólia Interior com a ajuda japonesa em 1912. Sua aventura não foi impulsionada pelo nacionalismo, porém, mas pelo desejo de ver a monarquia sob Puyi restaurada. Em geral, grupos anti-republicanos fundados pelos bandeiras, principalmente o Partido Realista, foram inicialmente mais motivados pelo monarquismo, conservadorismo e revisionismo do que pelo nacionalismo manchu, e a independência da Manchúria foram fortemente promovidos pelo Império do Japão, no entanto, cujo objetivo era enfraquecer e dividir a China. O Exército Kwantung Japonês já estava tentando usar o Partido Realista e Zhang Zuolin (que alegou ser descendente de Bannermen chineses Han) já em 1916 para promover a independência da Manchúria. Após a invasão japonesa da Manchúria em 1931, o príncipe Qing e associado do Partido Realista Puwei viajou para Shenyang e convocou os "Manchus para governar a Manchúria" em cooperação com o Japão. Os japoneses não aceitaram sua autoproclamação como líder do movimento de independência da Manchúria, entretanto, e o colocaram de lado após a fundação de Manchukuo.
Na verdade, o envolvimento importante e oportunista do Japão no movimento pela independência da Manchúria levou o historiador David Egler a descrever o nacionalismo da Manchúria como "artificial". Ele argumentou que era em grande parte uma ferramenta de propaganda para justificar a intervenção japonesa, ocupação e colonização da Manchúria sob a pedra angular de "minzoku kyowa" (harmonia racial) entre manchu, chineses han, japoneses e outros no região. Com a fundação de Manchukuo, o nacionalismo manchu se tornou um nacionalismo territorial ou interétnico de todas as pessoas que viviam na Manchúria, e não estava mais limitado ao povo manchu.